# Ninh Kiều (quận)
Ninh Kiều là quận trung tâm cũ của thành phố Cần Thơ, Việt Nam. Quận Ninh Kiều là nơi tập trung chủ yếu các cơ quan ban ngành và là trung tâm kinh tế, văn hóa, chính trị và giáo dục của thành phố Cần Thơ.

## Địa lý
Quận Ninh Kiều nằm ở trung tâm thành phố Cần Thơ, có vị trí địa lý:
- Phía đông giáp thị xã Bình Minh và huyện Bình Tân, tỉnh Vĩnh Long
- Phía tây giáp huyện Phong Điền
- Phía nam giáp quận Cái Răng
- Phía bắc giáp quận Bình Thủy.

Quận Ninh Kiều có diện tích 28,90 km², dân số năm 2024 là 239.876 người, mật độ dân số đạt 8.300 người/km².

## Hành chính
Quận Ninh Kiều có 8 đơn vị hành chính cấp xã trực thuộc, bao gồm 8 phường: An Bình, An Hòa, An Khánh, Cái Khế, Hưng Lợi, Tân An, Thới Bình, Xuân Khánh.
| P. Cái Khế P. An Hòa P. Thới Bình P. Tân An P. An Khánh P. Xuân Khánh P. Hưng Lợi P. An Bình Quận Bình Thủy Tỉnh Vĩnh Long Quận Cái Răng Huyện Phong Điền Bản đồ hành chính quận Ninh Kiều, thành phố Cần Thơ |

## Lịch sử

### Tên gọi

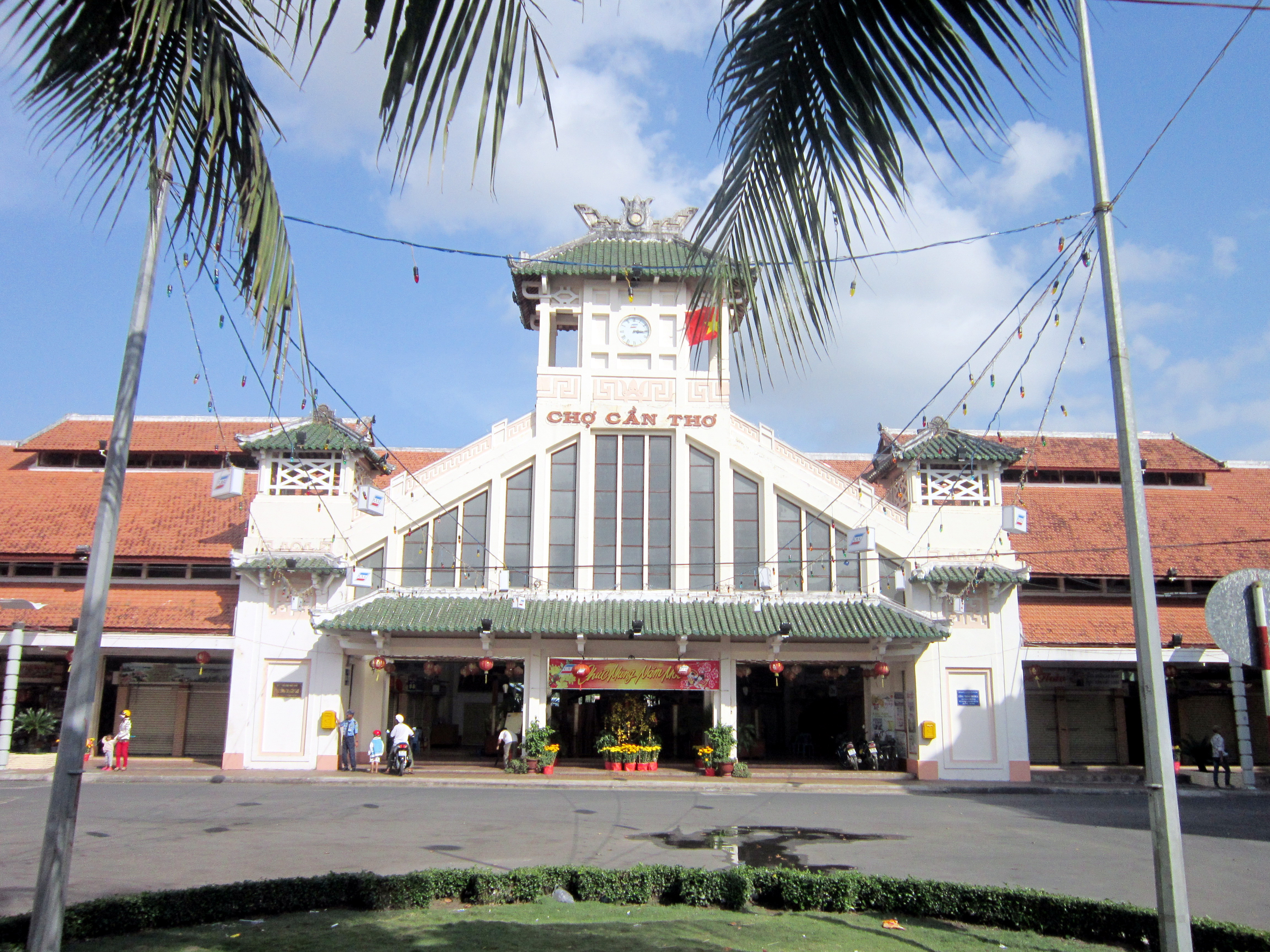
Chợ cổ Cần Thơ ở phường Tân An

Trận Ninh Kiều là một trận thắng lẫy lừng của nghĩa quân Lam Sơn diễn ra năm 1426, còn gọi là trận Chúc Động. Ninh Kiều là chiếc cầu bắc qua sông Ninh Giang (sông Đáy), khi quân Minh tháo chạy qua sông, nghĩa quân Lam Sơn đã tập kích và chặt đứt cầu, quân Minh chết đuối làm nghẽn cả một khúc sông. Bình Ngô đại cáo của Nguyễn Trãi có nhắc đến sự kiện này trong câu:
Ninh Kiều máu chảy thành sông, tanh hôi vạn dặm
Ninh Kiều ngày ấy thuộc thị trấn Chúc Sơn, huyện Chương Mỹ (nay thuộc phường Chương Mỹ), thành phố Hà Nội.
Năm 1957, thời Đệ nhất Cộng hòa của chính quyền Việt Nam Cộng hòa, ông Đỗ Văn Chước Tỉnh trưởng tỉnh Phong Dinh (tên gọi khác của tỉnh Cần Thơ trong giai đoạn 1956–1975) đã cho lập nơi bến sông này một công viên cây kiểng và bến dạo mát.
Do đề xuất của ông Ngô Văn Tâm, Trưởng ty Nông nghiệp, đồng thời phụ trách đoàn Đoàn thanh thiếu nông 4T (tức Khuyến Nông), ông Đỗ Văn Chước đã đệ trình lên Tổng thống Ngô Đình Diệm xin đặt tên công viên và bến là Ninh Kiều. Ông đã dựa vào lịch sử Việt Nam, lấy tên một địa danh lịch sử chiến thắng quân Minh xâm lược của nghĩa quân Lam Sơn do Lê Lợi thống lãnh. Trận đánh diễn ra vào ngày 12 tháng 8 năm Bính Ngọ (tức ngày 13 tháng 9 năm 1426), khi nghĩa quân Lam Sơn tiến quân ra Bắc, Đô Bí Lý Triển và Trịnh Khả mai phục giặc ở Ninh Kiều và đã chiến thắng hoàn toàn, tiêu diệt trên 2.000 quân Minh. Tướng giặc là Trần Trí phải tháo chạy về Đông Quan (Hà Nội ngày nay) chờ quân cứu viện...
Ngày 4 tháng 8 năm 1958, Bộ trưởng Nội vụ thời Đệ nhất Cộng hòa ông Lâm Lễ Trinh, người quê quán Cái Răng, đã từ Sài Gòn xuống Cần Thơ dự lễ cắt băng khánh thành, đọc Nghị định đặt tên công viên và bến Ninh Kiều theo đề nghị của ông Đỗ Văn Chước. Đến nay, quanh khu vực bến được đổi tên thành quận Ninh Kiều. Bến Ninh Kiều trở thành một điểm nhấn du lịch của Cần Thơ.

### Thời phong kiến
Vào thời nhà Nguyễn độc lập, vùng đất quận Ninh Kiều ngày nay chính là địa bàn thôn Tân An và thôn Thới Bình. Hai thôn này ban đầu cùng thuộc tổng Định Bảo, huyện Vĩnh Định, phủ Tân Thành, tỉnh An Giang. Năm Minh Mạng thứ 20 (1839), hai thôn Tân An và Thới Bình vẫn thuộc tổng Định Bảo, tuy nhiên lại chuyển sang thuộc sự quản lý của huyện Phong Phú, phủ Tuy Biên, tỉnh An Giang. Lúc bấy giờ, ngoài việc gọi theo địa danh hành chính chính thức, thôn Tân An còn được gọi bằng địa danh tên Nôm phổ biến hơn là "Cần Thơ".

### Thời Pháp thuộc
Sau khi chiếm hết được các tỉnh Nam Kỳ vào năm 1867, thực dân Pháp dần xóa bỏ tên gọi tỉnh An Giang cùng hệ thống hành chính phủ huyện cũ thời nhà Nguyễn, đồng thời đặt ra các hạt Thanh tra.
Ngày 1 tháng 1 năm 1868, Thống đốc Nam Kỳ ban hành Quyết định về việc đặt huyện Phong Phú thuộc hạt Sa Đéc, đồng thời lập Toà Bố tại Sa Đéc. Hạt Sa Đéc (phủ Tân Thành) đặt lỵ sở tại Sa Đéc gồm có 3 huyện: An Xuyên, Phong Phú, Vĩnh An Vào thời điểm này ở huyện Phong Phú có 5 chợ chính là: Bình Thủy, Cái Răng, Cần Thơ, Ô Môn, Trà Niềng.
Ngày 30 tháng 4 năm 1872, Thống đốc Nam Kỳ ra Nghị định sáp nhập huyện Phong Phú với vùng Bắc Tràng (thuộc phủ Lạc Hóa, tỉnh Vĩnh Long trước đây) để lập thành hạt mới lấy tên là hạt Trà Ôn, đặt Toà Bố tại Trà Ôn. Một năm sau, Toà Bố từ Trà Ôn lại dời về Cái Răng. 
Ngày 5 tháng 1 năm 1876, các thôn đổi thành làng.
Ngày 23 tháng 2 năm 1876, Thống đốc Nam Kỳ ban hành Nghị định mới lấy huyện Phong Phú và một phần huyện An Xuyên và Tân Thành để lập hạt tham biện Cần Thơ với thủ phủ là Cần Thơ.
Chính quyền thực dân Pháp về sau đã đổi tên gọi các đơn vị hành chính cấp hạt theo địa điểm đóng trụ sở. Đặc biệt, lúc bấy giờ từ việc địa danh "Cần Thơ" ban đầu chỉ là tên gọi trong dân gian để chỉ vùng đất thôn Tân An dọc theo con sông Cần Thơ, chính quyền thực dân Pháp đã chính thức hóa tên gọi "Cần Thơ" bằng những văn bản hành chính để chỉ địa danh cấp hạt và sau này là cấp tỉnh ở xứ Nam Kỳ: "hạt Cần Thơ", "tỉnh Cần Thơ". Ngoài ra, tên gọi nơi đặt lỵ sở hạt và sau này là tên gọi nơi đặt tỉnh lỵ cũng đều được gọi bằng địa danh "Cần Thơ".
Ngày 1 tháng 1 năm 1900, tất cả các hạt tham biện ở Đông Dương điều thống nhất gọi là "tỉnh", trong đó có tỉnh Cần Thơ. Tổng Định Bảo ban đầu trực thuộc tỉnh Cần Thơ. Tỉnh lỵ Cần Thơ đặt tại làng Tân An thuộc tổng Định Bảo.
Năm 1913, thực dân Pháp thành lập quận Châu Thành thuộc tỉnh Cần Thơ. Từ đó, tổng Định Bảo trực thuộc quận Châu Thành, vốn là nơi đặt tỉnh lỵ tỉnh Cần Thơ. Lúc bấy giờ, làng Tân An vừa đóng hai vai trò là nơi đặt quận lỵ quận Châu Thành và tỉnh lỵ tỉnh Cần Thơ.
Thời Pháp thuộc, vùng đất quận Ninh Kiều ngày nay tương ứng với làng Tân An, làng Thới Bình cùng thuộc tổng Định Bảo, quận Châu Thành, tỉnh Cần Thơ. Sau này, chính quyền thực dân Pháp cho giải thể làng Thới Bình và sáp nhập vào địa bàn làng Tân An. Bên cạnh đó, về sau làng An Bình cũng được thành lập do tách đất từ làng Tân An. Địa bàn làng Tân An khi đó vẫn bao gồm cả vùng đất phía nam sông Cần Thơ, tương đương với các phường Hưng Phú và Hưng Thạnh của quận Cái Răng ngày nay.

### Giai đoạn 1956–1976

#### Việt Nam Cộng hòa
Sau năm 1956, các làng gọi là xã. 
Ngày 22 tháng 10 năm 1956, Tổng thống Việt Nam Cộng hòa Ngô Đình Diệm ban hành Sắc lệnh số 143-NV về việc thành lập tỉnh Phong Dinh trên cơ sở đổi tên tỉnh Cần Thơ. Tỉnh lỵ tỉnh Phong Dinh đặt tại Cần Thơ và vẫn giữ nguyên tên là "Cần Thơ", về mặt hành chánh thuộc xã Tân An, quận Châu Thành.
Vào thời Việt Nam Cộng hòa, trong giai đoạn 1956–1970, xã Tân An và xã An Bình cùng thuộc tổng Định Bảo, quận Châu Thành, tỉnh Phong Dinh. Lúc này, phần đất nằm ở phía nam sông Cần Thơ vốn trước đó thuộc xã Tân An cũng được tách ra để thành lập mới xã Thuận Đức.
Sau năm 1965, cấp tổng bị bãi bỏ, các xã trực thuộc quận. Ban đầu, xã Tân An vẫn đóng hai vai trò là nơi đặt quận lỵ quận Châu Thành và tỉnh lỵ Cần Thơ của tỉnh Phong Dinh. Tuy nhiên, về sau quận lỵ quận Châu Thành lại được dời về Cái Răng, về mặt hành chánh thuộc địa bàn xã Thường Thạnh.
Ngày 30 tháng 9 năm 1970, Thủ tướng Chính phủ Việt Nam Cộng hòa ban hành Sắc lệnh số 115-SL/NV về việc cải biến xã Tân An thuộc quận Châu Thành, tỉnh Phong Dinh và các phần đất phụ cận thành thị xã Cần Thơ và là thị xã tự trị trực thuộc chính quyền Trung ương Việt Nam Cộng hòa, đồng thời kiêm tỉnh lỵ tỉnh Phong Dinh.
Thị xã Cần Thơ có 2 xã: Tân An, Thuận Đức, ấp Lợi Nguyên thuộc xã An Bình và ấp Bình Nhựt thuộc xã Long Tuyền.
Ngày 7 tháng 6 năm 1971, Thủ tướng Chính phủ Việt Nam Cộng hòa ban hành Nghị định số 585-NĐ/NV về việc:
- Thành lập quận Nhứt và quận Nhì thuộc thị xã Cần Thơ.
- Quận 1 (Quận Nhứt) có 5 khu phố: An Cư, An Hòa, An Lạc, An Nghiệp, An Thới.
- Quận 2 (Quận Nhì) có 3 khu phố: Hưng Lợi, Hưng Phú, Hưng Thạnh.

Như vậy, ngoại trừ các phường Hưng Phú, Hưng Thạnh thuộc quận Cái Răng và phường An Thới thuộc quận Bình Thủy ngày nay, các phường còn lại của Quận 1 (Quận Nhứt) và Quận 2 (Quận Nhì) khi đó đều thuộc địa bàn quận Ninh Kiều ngày nay. Đơn vị hành chính bên dưới trực thuộc phường là các khóm.

#### Chính quyền Cách mạng
Tuy nhiên phía chính quyền Mặt trận Dân tộc Giải phóng Miền Nam Việt Nam và sau này là Chính phủ Cách mạng lâm thời Cộng hòa Miền Nam Việt Nam cùng với Việt Nam Dân chủ Cộng hòa không công nhận tên gọi tỉnh Phong Dinh mà vẫn gọi theo tên cũ là tỉnh Cần Thơ, đồng thời vẫn duy trì thị xã Cần Thơ trực thuộc tỉnh Cần Thơ trong giai đoạn 1956–1972.
Tháng 8 năm 1972, Thường vụ Khu ủy Khu 9 của phía chính quyền Cộng hòa Miền Nam Việt Nam và Việt Nam Dân chủ Cộng hòa ban hành Quyết định về việc:
- Thành lập thành phố Cần Thơ trực thuộc Khu 9 trên cơ sở thị xã Cần Thơ và 6 xã vùng ven thuộc các huyện Châu Thành, Ô Môn thuộc tỉnh Cần Thơ.
- Đồng thời, chính quyền Cách mạng vẫn duy trì các đơn vị hành chính cấp quận, phường và khóm bên dưới giống như phía chính quyền Việt Nam Cộng hòa cho đến đầu năm 1976.

Ngày 22 tháng 8 năm 1972, Tổng trưởng Nội vụ Việt Nam Cộng hòa ban hành Nghị định số 553-BNV/HCĐP/NĐ về việc đổi tên các khu phố thuộc thị xã thành phường.
Sau năm 1975, chính quyền Cách mạng cho thành lập mới phường Cái Khế trên cơ sở tách đất từ phường An Hòa.
Ngày 20 tháng 9 năm 1975, Bộ Chính trị ban hành Nghị quyết số 245-NQ/TW về việc hợp nhất tỉnh Cần Thơ (ngoại trừ huyện Thốt Nốt), tỉnh Sóc Trăng, tỉnh Trà Vinh, tỉnh Vĩnh Long thành một tỉnh, tên gọi tỉnh mới cùng với nơi đặt tỉnh lỵ sẽ do địa phương đề nghị lên.
Ngày 20 tháng 12 năm 1975, Bộ Chính trị ban hành Nghị quyết số 19/NQ về việc hợp nhất tỉnh Cần Thơ (bao gồm cả huyện Thốt Nốt của tỉnh Long Xuyên), tỉnh Sóc Trăng thành một tỉnh mới, tên gọi tỉnh mới cùng với nơi đặt tỉnh lỵ sẽ do địa phương đề nghị lên.

### Giai đoạn 1976–2003
Ngày 24 tháng 2 năm 1976, Chính phủ Cách mạng lâm thời Cộng hòa miền Nam Việt Nam ban hành Nghị định số 3/NQ/1976 về việc hợp nhất tỉnh Cần Thơ, tỉnh Sóc Trăng và thành phố Cần Thơ thành một tỉnh mới, lấy tên là tỉnh Hậu Giang.
Ngày 24 tháng 3 năm 1976, Chính phủ ban hành Quyết định số 17/QĐ-76 về việc:
- Hợp nhất ba đơn vị hành chính cấp tỉnh ngang bằng nhau là tỉnh Cần Thơ, tỉnh Sóc Trăng và thành phố Cần Thơ thành tỉnh mới, lấy tên là tỉnh Hậu Giang.
- Giải thể Quận 1 (Quận Nhứt) và Quận 2 (Quận Nhì) và các phường xã trực thuộc thành phố do thành phố Cần Thơ lúc này chuyển thành thành phố cấp huyện trực thuộc tỉnh Hậu Giang.

Ngày 21 tháng 4 năm 1979, Hội đồng Chính phủ ban hành Quyết định số 174-CP về việc:
- Chia phường An Lạc thành phường An Lạc và phường Tân An.
- Chia phường An Cư thành phường An Cư và phường An Hội.
- Chia phường An Nghiệp thành phường: An Nghiệp và phường An Phú.
- Sáp nhập Khóm 1 của phường An Hòa vào phường Cái Khế.
- Chia phường Cái Khế thành phường Cái Khế và phường Thới Bình.
- Chia phường Hưng Lợi thành phường Hưng Lợi và phường Xuân Khánh.

Ngày 26 tháng 12 năm 1991, Quốc hội ban hành Nghị quyết về việc chia tỉnh Hậu Giang thành tỉnh Cần Thơ và tỉnh Sóc Trăng. Khi đó, thành phố Cần Thơ đóng vai trò là tỉnh lỵ tỉnh Cần Thơ.

### Giai đoạn 2004–2025
Ngày 2 tháng 1 năm 2004, Chính phủ ban hành Nghị định số 05/2004/NĐ-CP về việc:
- Thành lập quận Ninh Kiều thuộc thành phố Cần Thơ trên cơ sở toàn bộ diện tích tự nhiên và dân số của các phường: An Cư, An Hòa, An Hội, An Lạc, An Nghiệp, An Phú, Cái Khế, Hưng Lợi, Tân An, Thới Bình, Xuân Khánh và xã An Bình thuộc thành phố Cần Thơ cũ.
- Thành lập phường An Bình trên cơ sở toàn bộ 1.193,17 ha diện tích tự nhiên và 18.906 nhân khẩu của xã An Bình.

Quận Ninh Kiều có 2.922,04 ha diện tích tự nhiên và 206.213 nhân khẩu; có 12 đơn vị hành chính cấp xã trực thuộc, bao gồm 12 phường: An Bình, An Cư, An Hòa, An Hội, An Lạc, An Nghiệp, An Phú, Cái Khế, Hưng Lợi, Tân An, Thới Bình, Xuân Khánh.
Ngày 16 tháng 1 năm 2007, Chính phủ ban hành Nghị định số 162/2007/NĐ-CP về việc thành lập phường An Khánh trên cơ sở điều chỉnh 441 ha diện tích tự nhiên và 7.731 nhân khẩu của phường An Bình.
Quận Ninh Kiều có 2.922,57 ha diện tích tự nhiên và 209.274 nhân khẩu; có 13 đơn vị hành chính cấp xã trực thuộc, bao gồm 13 phường: An Bình, An Cư, An Hòa, An Hội, An Khánh, An Lạc, An Nghiệp, An Phú, Cái Khế, Hưng Lợi, Tân An, Thới Bình, Xuân Khánh.
Ngày 11 tháng 2 năm 2020, Ủy ban Thường vụ Quốc hội ban hành Nghị quyết số 893/NQ-UBTVQH14 về việc sắp xếp các đơn vị hành chính cấp xã thuộc thành phố Cần Thơ giai đoạn 2019–2021 (nghị quyết có hiệu lực từ ngày 1 tháng 3 năm 2020). Theo đó, sáp nhập toàn bộ 0,34 km² diện tích tự nhiên, quy mô dân số là 6.464 người của phường An Hội và toàn bộ 0,47 km² diện tích tự nhiên, quy mô dân số là 10.257 người của phường An Lạc vào phường Tân An.
Quận Ninh Kiều có 11 phường: An Bình, An Cư, An Hòa, An Khánh, An Nghiệp, An Phú, Cái Khế, Hưng Lợi, Tân An, Thới Bình, Xuân Khánh.
Ngày 28 tháng 9 năm 2024, Ủy ban Thường vụ Quốc hội ban hành Nghị quyết số 1192/NQ-UBTVQH15 về việc sắp xếp đơn vị hành chính cấp xã của thành phố Cần Thơ giai đoạn 2023–2025 (nghị quyết có hiệu lực từ ngày 1 tháng 11 năm 2024). Theo đó, sáp nhập toàn bộ 0,50 km² diện tích tự nhiên, quy mô dân số là 10.851 người của phường An Phú, toàn bộ diện tích tự nhiên là 0,35 km², quy mô dân số là 7.635 người của phường An Nghiệp và toàn bộ 0,61 km² diện tích tự nhiên, quy mô dân số là 23.313 người của phường An Cư vào phường Thới Bình.
Quận Ninh Kiều có 8 phường: An Bình, An Hòa, An Khánh, Cái Khế, Hưng Lợi, Tân An, Thới Bình, Xuân Khánh.
Ngày 12 tháng 6 năm 2025, Quốc hội ban hành Nghị quyết số 202/2025/QH15 về việc sắp xếp đơn vị hành chính cấp tỉnh (nghị quyết có hiệu lực từ ngày 12 tháng 6 năm 2025). Theo đó, sáp nhập tỉnh Hậu Giang và tỉnh Sóc Trăng vào thành phố Cần Thơ.
Ngày 16 tháng 6 năm 2025, Quốc hội ban hành Nghị quyết số 203/2025/QH15 về việc Sửa đổi, bổ sung một số điều của Hiến pháp nước Cộng hòa xã hội chủ nghĩa Việt Nam. Theo đó, kết thúc hoạt động của đơn vị hành chính cấp huyện trong cả nước từ ngày 1 tháng 7 năm 2025.

## Kinh tế - xã hội

### Kinh tế
Tổng mức hàng hóa bán ra và doanh thu dịch vụ trên địa bàn ước đạt 128.455 tỉ đồng, tăng 3,56% so với cùng kỳ; tổng thu ngân sách ước thực hiện 1.584,6 tỉ đồng, đạt 100% kế hoạch năm. Giá trị sản xuất công nghiệp - xây dựng được 31.215 tỉ đồng (tăng 12,8%), giá trị sản xuất thương mại - dịch vụ được 10.907 tỉ đồng (tăng 16,9%) và giá trị sản xuất nông nghiệp được 2.307 tỉ đồng (tăng 3,4%) so năm 2019.
Trên địa quận Ninh Kiều bàn hiện có 4.492 doanh nghiệp, 21 hợp tác xã và 20.370 hộ kinh doanh cá thể và 4.286 cơ sở nhỏ, không có địa điểm kinh doanh cố định đang hoạt động; so với năm 2011, tăng 1.914 doanh nghiệp, 4.023 hộ kinh doanh, giảm 144 cơ sở nhỏ. Tổng giá trị sản xuất bình quân giai đoạn 2012–2020 tăng 12,78%/năm. Tổng vốn đầu tư toàn xã hội giai đoạn 2012–2020 đạt 106.084 tỉ đồng, tăng bình quân 15,09%/năm,...

### Giáo dục
Một số trường Đại học, Cao đẳng, Trung cấp, Học viện đóng trên địa bàn quận Ninh Kiều:
| - Đại học Cần Thơ - Đại học Y Dược Cần Thơ - Đại học Kỹ Thuật - Công nghệ Cần Thơ (cơ sở 1) - Đại học FPT Cần Thơ - Đại học Nam Cần Thơ - Đại học Quốc tế Singapore - Đại học Greenwich Cần Thơ - Cao đẳng Văn hoá - Nghệ thuật - Cao đẳng CNTT ispace | - Cao đẳng Việt Mỹ - Trung cấp Thể dục - Thể thao - Trung cấp Du lịch - Trung cấp GTVT miền Nam - Trung cấp miền Tây - Trung cấp Bách nghệ Cần Thơ - Trung cấp Phạm Ngọc Thạnh - Học viện Chính trị Quốc gia khu vực IV |

### Y tế
Hiện nay, trên toàn quận Ninh Kiều là nơi tập trung các bệnh đa khoa, chuyên khoa của thành phố như: Bệnh viện Đa khoa Trung Ương, Bệnh viện Nhi Đồng, Bệnh viện Đa Khoa Cần Thơ, Bệnh viện Đại học Y dược, Bệnh viện Phụ sản, Bệnh viện quốc tế Vinmec, Bệnh viện Quân Y 121, Bệnh viện Tim mạch, Bệnh viện Y học Cổ truyền, Bệnh viện Phụ sản quốc tế Phương Châu, Bệnh viện Da liễu, Bệnh viện Tai Mũi Họng, Bệnh viện Mắt - Răng Hàm Mặt, Bệnh viện mắt Sài Gòn - Cần Thơ, Bệnh viện Đột quỵ và Tim mạch, Bệnh viện Công An TP. Cần Thơ, Bệnh viện Ung bướu Cần Thơ, Bệnh viện Ung bướu cơ sở 2, Bệnh viện Huyết học truyền máu, Bệnh viện Đa khoa Hoà Hảo cùng với 3 bệnh viện đang trong giai đoạn triển khai và xây dựng như Bệnh viện Ung bướu, Bệnh viện Chấn thương Chỉnh Hình Trung Ương, Bệnh viện Gan mật Trung Sơn.

### Công sở
Một số cơ quan thuộc chính phủ và thành phố trên địa bàn quận Ninh Kiều
- Viện Nghiên Cứu Phát Triển Đồng bằng sông cửu Long
- Viện Nghiên Cứu biến đổi khí hậu (Dragon - Mekong Institute)
- Viện Nghiên Cứu & Phát triển công nghệ sinh học
- Viện Kinh tế - Xã hội thành phố Cần Thơ
- Viện Quy Hoạch Xây Dựng Thành phố Cần Thơ
- Trung Đoàn Cảnh Sát Cơ Động Tây Nam Bộ
- Trung tâm Pháp y Tâm thần khu vực Tây Nam Bộ
- Trung tâm Tần số vô tuyến điện khu vực IV
- Ban Quản Lý Đầu Tư Và Xây Dựng Thủy Lợi 10
- Bảo Hiểm Tiền Gửi Việt Nam - Chi nhánh Khu Vực Đồng Bằng Sông Cửu Long
- Ngân Hàng Nhà Nước Việt Nam chi nhánh Cần Thơ
- Cơ quan thường trú đài tiếng nói Việt Nam (VOV) Cần Thơ
- Trung tâm Truyền Hình Việt Nam khu vực Tây Nam Bộ (VTV Cần Thơ)
- Cơ quan thường trú Thông Tấn Xã Việt Nam tại Thành phố Cần Thơ
- Cục Kiểm toán Nhà nước khu vực V
- Chi Cục Đăng Kiểm Số 8
- Trung tâm Thủy văn sông Cửu Long
- Tổng Cục Thủy Sản Kiểm Định Thủy Sản Vùng ĐBSCL
- Uỷ Ban Đoàn Kết Công Giáo Việt Nam, TP Cần Thơ
- Liên Hiệp Các Hội Văn Học Nghệ Thuật Thành phố Cần Thơ

## Văn hóa

### Các địa điểm nổi tiếng
| - Bến Ninh Kiều - Bảo tàng Quân khu 9 - Bảo tàng Thành phố Cần Thơ - Nhà thi đấu đa năng - Nhà hát Tây Đô - Công viên Lưu Hữu Phước - Công viên văn hoá sông Hậu - Chợ đêm Tây Đô | - Chùa Ông - Bảo Tàng Tarot - Chùa Khmer Munirensay - Chùa Quang Đức - Chùa Thới Long Cổ Tự - Chùa Phật Học - Chợ Đêm Cần Thơ | - Chợ Cần Thơ - Công Viên Bến Ninh Kiều - Cầu đi bộ Cần Thơ - Nhà thờ chính toà Thánh Tâm Chúa Giê-su - Giáo phận Cần Thơ - Khám Lớn Cần Thơ - Trung tâm thương mại Sense City - Tổ hợp thương mại, khách sạn Vincom Cần Thơ |

## Giao thông

### Đường phố

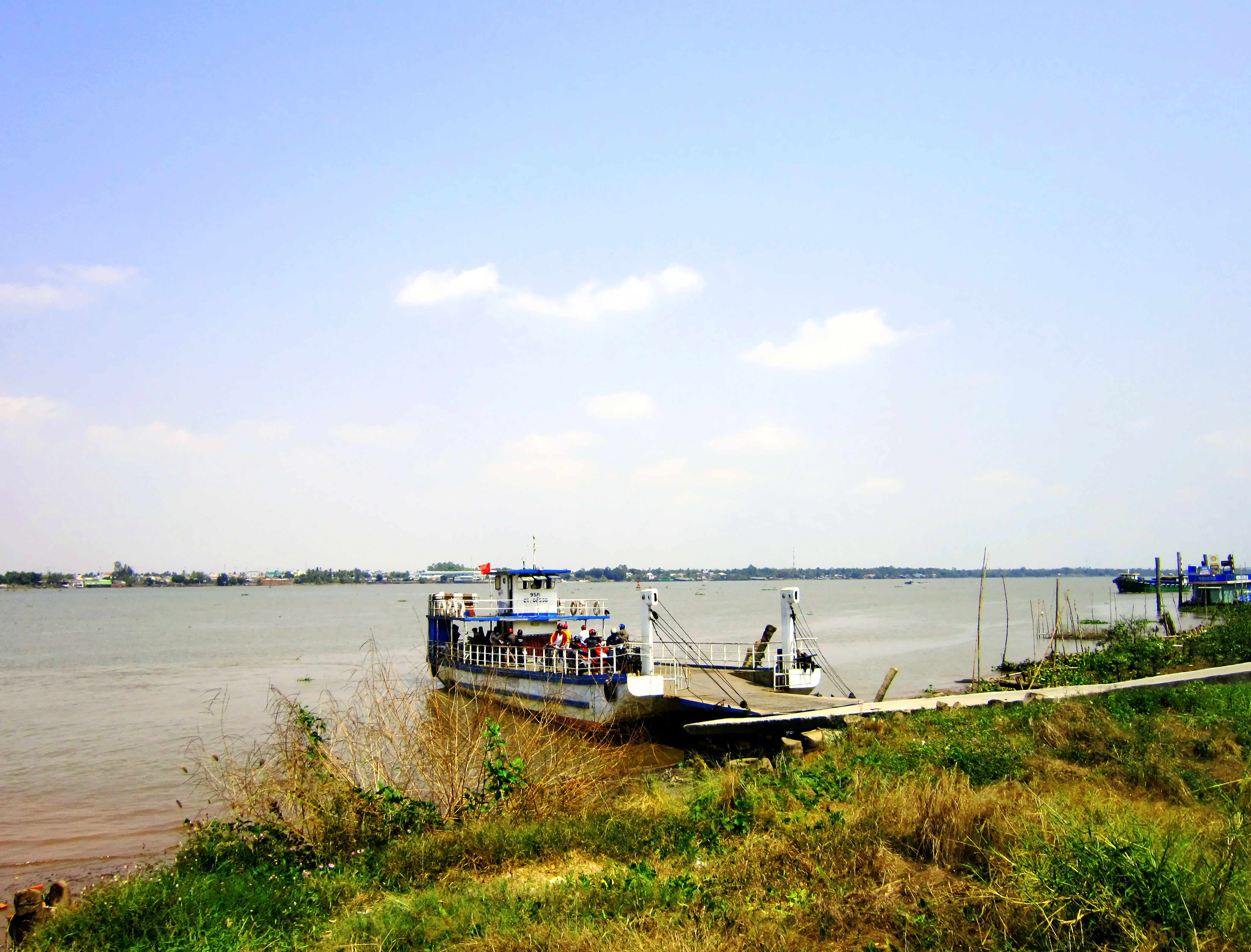
Bến phà Cồn Khương, nối bờ Ninh Kiều (TP Cần Thơ) với bờ Cái Vồn (thị xã Bình Minh, Vĩnh Long).

| - 3 tháng 2 - 30 tháng 4 - Bà Huyện Thanh Quan - Bà Triệu - Bế Văn Đàn - Bùi Thị Xuân - Cách Mạng Tháng Tám - Cao Bá Quát - Cao Thắng - Châu Văn Liêm - Chu Văn An - Đề Thám - Điện Biên Phủ - Đinh Công Tráng - Đinh Tiên Hoàng - Đoàn Thị Điểm - Đồng Khởi - Hai Bà Trưng - Hải Thượng Lãn Ông - Hồ Bún Xáng - Hồ Tùng Mậu - Hồ Xuân Hương - Hòa Bình - Hoàng Quốc Việt - Hoàng Văn Thụ - Hùng Vương | - Huỳnh Cương - Huỳnh Thúc Kháng - Lê Anh Xuân - Lê Bình - Lê Chân - Lê Lai - Lê Lợi - Lê Thánh Tôn - Lê Văn Thuấn - Lộ Vòng Cung - Lương Định Của - Lý Chính Thắng - Lý Hồng Thanh - Lý Thường Kiệt - Lý Tự Trọng - Mạc Đĩnh Chi - Mạc Thiên Tích - Mậu Thân - Nam Cao - Nam Kỳ Khởi Nghĩa - Ngô Đức Kế - Ngô Gia Tự - Ngô Hữu Hạnh - Ngô Quyền - Ngô Sĩ Liên - Ngô Tất Tố | - Ngô Thì Nhậm - Ngô Văn Sở - Nguyễn An Ninh - Nguyễn Bình - Nguyễn Bình Khiêm - Nguyễn Cư Trinh - Nguyễn Đệ - Nguyễn Đình Chiểu - Nguyễn Du - Nguyễn Đức Cảnh - Nguyễn Hiền - Nguyễn Hữu Cầu - Nguyễn Hữu Trí - Nguyễn Khuyến - Nguyễn Minh Quang - Nguyễn Ngọc Trai - Nguyễn Thái Học - Nguyễn Thần Hiến - Nguyễn Thị Minh Khai - Nguyễn Trãi - Nguyễn Tri Phương - Nguyễn Văn Cừ - Nguyễn Văn Linh - Nguyễn Văn Trỗi - Nguyễn Văn Trường - Nguyễn Việt Hồng | - Phạm Công Trứ - Phạm Hồng Thái - Phạm Ngọc Thạch - Phạm Ngũ Lão - Phạm Sơn Khai - Phạm Thế Hiển - Phan Bội Châu - Phan Chu Trinh - Phan Đăng Lưu - Phan Đình Phùng - Phan Huy Chú - Phan Văn Trị - Quản Trọng Hoàng - Quang Trung - Sông Hậu - Tầm Vu - Tân Trào - Thủ Khoa Huân - Tô Hiến Thành - Tôn Thất Tùng - Trần Bạch Đằng - Trần Bình Trọng - Trần Đại Nghĩa - Trần Hoàng Na - Trần Hưng Đạo - Trần Khánh Dư | - Trần Minh Sơn - Trần Nam Phú - Trần Ngọc Quế - Trần Phú - Trần Quang Khải - Trần Quốc Toản - Trần Văn Giàu - Trần Văn Hoài - Trần Văn Khéo - Trần Văn Long - Trần Văn Ơn - Trần Việt Châu - Trần Vĩnh Kiết - Trương Định - Tú Xương - Ung Văn Khiêm - Vàm Cỏ - Võ Thị Sáu - Võ Trường Toản - Võ Văn Kiệt - Võ Văn Tần - Xô Viết Nghệ Tĩnh - Xuân Thủy - Yết Kiêu |

### Các con đường bị đổi tên
- Đại lộ Thủ Khoa Nghĩa nay là đường Trần Phú
- Đường Phạm Ngũ Lão nay là đường Trần Việt Châu
- Đường Nguyễn Viết Thanh nay là đường 3 tháng 2
- Đường Lý Thái Tổ nay là một phần đường 30 tháng 4 (đoạn từ vòng xoay công viên Lưu Hữu Phước ngày nay tới cầu Tham Tướng)
- Đường Mạc Tử Sanh nay là một phần đường 30 tháng 4 (đoạn từ cầu Tham Tướng tới cầu Đầu Sấu)
- Đường Hai Bà Trưng nay là một phần đường Nguyễn Trãi (có thời gian gọi là đường Nguyễn Trãi nối dài, đoạn từ cầu Cái Khế tới Ngã Tư Bến Xe; riêng đoạn còn lại của đường Nguyễn Trãi từ cầu Cái Khế tới vòng xoay đại lộ Hòa Bình thì vẫn mang tên đường cũ)
- Đường Hai Bà Trưng nối dài nay là một phần đường Cách mạng Tháng 8 (đoạn từ Ngã Tư Bến Xe tới đường Nguyễn Văn Cừ ngày nay)
- Đường Võ Duy Tập nay là một phần đường Cách mạng Tháng 8 (đoạn từ đường Nguyễn Văn Cừ ngày nay tới cầu Bình Thủy)
- Đường Bến Ninh Kiều (trước đó tên là đường Lê Lợi) nay là một phần đường Hai Bà Trưng (đoạn từ cầu đi bộ hiện nay tới đường Nguyễn An Ninh)
- Đường Lê Văn Duyệt nay là một phần đường Hai Bà Trưng (đoạn từ đường Nguyễn An Ninh tới cuối đường tại ngã ba giao với đường Phan Đình Phùng)
- Đường Nguyễn Công Trứ nay là đường Nguyễn Thị Minh Khai
- Đường Kiến Quốc nay là một phần đường Nguyễn Văn Cừ (chỉ gồm đoạn từ đường Cách mạng Tháng Tám ngày nay đến đường Mậu Thân ngày nay)
- Đường Trạng Trình nay là đường Nguyễn Bỉnh Khiêm
- Đường Trần Quý Cáp nay là đường Đinh Tiên Hoàng
- Công Trường Tự Do (một phần) nay là đường Phan Đăng Lưu
- Đường Duy Tân nay là đường Hoàng Văn Thụ
- Đường Cống Quỳnh nay là đường Huỳnh Thúc Kháng
- Đường Phan Thanh Giản nay là đường Xô Viết Nghệ Tĩnh
- Đường Võ Trường Toản nay là một phần đường Lý Tự Trọng (đoạn lưu thông một chiều dọc theo công viên Lưu Hữu Phước ngày nay)
- Đường Tự Đức nay là một phần đường Lý Tự Trọng (đoạn lưu thông hai chiều, bốn làn xe kéo dài tới ngã ba giao với đường Trần Hưng Đạo)
- Đường Võ Tánh nay là đường Trương Định
- Đường Pasteur nay là đường Võ Thị Sáu
- Đường Nguyễn Tri Phương nay là đường Ngô Gia Tự
- Đường Nguyễn Thần Hiến nay là đường Nguyễn Đình Chiểu
- Đường Trịnh Tấn Truyện nay là một phần đường Ngô Hữu Hạnh (đoạn từ đại lộ Hòa Bình đến hết đường giao với đường Trương Định)
- Đường Triệu Ẩu nay là đường Bà Triệu
- Đường Đào Duy Từ nay đã không còn nữa, vốn nằm tại khu vực gần cầu đi bộ hiện nay
- Đường Hàm Nghi nay là một phần đường Ngô Hữu Hạnh (trước là đường Phạm Hồng Thái, đoạn từ đường Lý Thường Kiệt đến đại lộ Hòa Bình)
- Đường Gia Long nay là đường Tân Trào
- Đường Minh Mạng nay là đường Đồng Khởi
- Đường Petrus Ký nay là đường Ngô Văn Sở
- Đường Nguyễn Trường Tộ nay là đường Điện Biên Phủ
- Đường Nguyễn Huỳnh Đức nay là đường Nam Kỳ Khởi Nghĩa
- Đường Nguyễn Thái Học sau năm 1975 chia thành hai bên hai tên đường khác nhau là Nguyễn Thái Học và Võ Văn Tần
- Đường Nguyễn An Ninh sau năm 1975 chia thành hai bên hai tên đường khác nhau là Nguyễn An Ninh và Châu Văn Liêm
- Đường Lữ Gia nay là đường Hải Thượng Lãn Ông
- Đường Thành Thái nay là đường Cao Bá Quát
- Đường Trần Thanh Cần nay là đường Ngô Đức Kế
- Đường Ngô Tùng Châu nay là một phần đường Lê Lai (phần còn lại vẫn mang tên cũ là đường Lê Lai)
- Đường Nguyễn Thành Trung nay là một phần đường Mậu Thân (đoạn dọc theo chợ Xuân Khánh, từ đường Nguyễn Thị Minh Khai tới đường 30 tháng 4 ngày nay)
- Đường Tạ Thu Thâu nay là một phần đường Mậu Thân (đoạn từ đường 30 tháng 4 tới đường 3 tháng 2 ngày nay)
- Đường Nguyễn Trung Trực nay là một phần đường Mậu Thân (đoạn từ đường 3 tháng 2 tới cầu Rạch Ngỗng ngày nay)
- Đường Thoại Ngọc Hầu nay là một phần đường Mậu Thân (đoạn từ cầu Rạch Ngỗng tới cuối đường thuộc khu vực giáp ranh quận Bình Thủy ngày nay).

### Hạ tầng
Hiện nay trên địa bàn quận Ninh Kiều đã và đang hình thành một số khu đô thị, trung tâm thương mại cao cấp như:
- Khu đô thị An Bình
- Bệnh viện Ung bướu
- Dự án toà tháp đôi Căn hộ Chung cư cao cấp Thiên Quân – Marina Plaza cao 23 tầng[22]
- Chung cư Rivera Park Cần Thơ cao 27 tầng
- Trung tâm hội nghị quốc tế 35 tầng
- Tổ hợp văn phòng TD Plaza cao 24 tầng
- Chung cư Ngô Hữu Hạnh được dự kiến xây dựng mới khoảng 18 tầng
- Wink Hotel Can Tho 19 tầng
- Tổ hợp toà nhà ĐH FPT Cần Thơ cao 19 tầng
- Tháp đôi bệnh viện gan mật Trung Sơn cao 14 tầng
- Dự án mở rộng bệnh viện đại học Y Dược cao 15 tầng
- Dự án tổ hợp khách sạn thương mại Sense City giai đoạn II cao 19 tầng
- Dự án toà nhà ngân hàng SHB cao 17 tầng
- Dự án trung tâm thương mại Aeon Mall[23]